# Звева да Монтефелтро
Звева да Монтефелтро или Серафина Сфорца (на италиански: Sveva da Montefeltro, Serafina Sforza; * 1434, Урбино, Херцогство Урбино; † 8 септември 1478, Пезаро, Папска държава) от рода Да Монтефелтро, е абатеса и блажена на Католическата църква и чрез брак господарка на Пезаро.

## Произход
Тя е дъщеря на Гуидантонио да Монтефелтро (* 1378, † 1443), граф на Урбино, и на втората му съпруга Катерина Колона († 1438), роднина на папа Мартин V. По бащина линия е внучка на Антонио II да Монтефелтро, кондотиер и граф на Монтефелтро, сеньор на Урбино, и на Аниезина ди Вико, а по майчина – на Лоренцо Онофрио Колона, княз и херцог на Палиано, херцог на Талякоцо, вицекрал на Арагон и на Неапол, и на Звева Каетани. Има един брат и четири сестри: 
- Рафаело Мария (*/† 1425)
- Одантонио (* 1427, † 1444), граф на Урбино, херцог на Урбино, съпруг на Изота д’Есте;
- Бриджида Звевa (* 1428, † 1428)
- Виоланта (* 1430; † 1493), монахиня, господарка на Чезена като съпруга на Доменико Малатеста Новело;
- Аниезе (* 1431, † 1447), господарка на Кането, Кастел Гофредо, Кастильоне, Мариана, Медоле, Остиано и Родонеско като съпруга на Алесандро Гонзага.

Има и един или двама полубратя и една полусестра от извънбрачни връзки на баща си, сред които Федерико III, херцог на Урбино, известен ренесансов владетел, съпруг на Джентиле Бранкалеони и на Батиста Сфорца.

## Биография
На 9 януари 1448 г. Звева се омъжва чрез пълномощник за Алесандро Сфорца, господар на Пезаро. Двойката се среща едва на 1 септември. Тя не му ражда деца. 
Поради продължителното отсъствие на съпруга ѝ поради война тя ръководи образованието на синовете на Алесандро от първия му брак, Батиста и Костанцо, и управлява Пезаро по време на военните задължения на съпруга си. 
Търпи множество злоупотреби и унижения от негова страна: Алесандро, който прекарва дълго далеч от дома, вярва на слухове за евентуален заговор на Звева за връщане на господството над Пезаро на Малатеста. Така Звева е принудена от съпруга си да стане монахиня и да влезе в редицата на Кларисинките в манастира „Корпус Кристи“ в Пезаро. След като получава необходимото разрешение от папа Каликст III, тя дава религиозен обет в края на август 1457 г., приемайки името Сестра Серафина. През 1475 г. става игуменка на манастира и умира три години по-късно на 43-44 г.

## Култ
Умира с репутация на светица: всеобщото почитание, което получава след смъртта си, е потвърдено от папа Бенедикт XIV, който добавя името ѝ към списъка на блажените на 17 юли 1754 г.  с името „Серафина“ Тялото ѝ, ексхумирано няколко години след смъртта ѝ, е намерено нетленно и се съхранява в катедралата в Пезаро. Чества се на 8 септември.